# Chilotomina
Chilotomina là một chi bọ cánh cứng trong họ Chrysomelidae.
Chi này được Reitter miêu tả khoa học năm 1912.

## Các loài
Các loài trong chi này gồm:
- Chilotomina bergeali Warchalowski, 2000
- Chilotomina erberi Warchalowski, 2000
- Chilotomina korbi Weise, 1895
- Chilotomina moroderi Escalera, 1928
- Chilotomina nigritarsis Lacordaire, 1848
- Chilotomina oberthuri Lefèvre, 1876
- Chilotomina regalini Warchalowski, 2000